# Gruppenauslaufhaltung
Gruppenauslaufhaltung ist die natürlichste Art der Pferdehaltung. Die Pferde bewegen sich als Herde frei zwischen Laufstall, befestigtem Auslauf und Weide und haben dauernd direkten Kontakt miteinander.

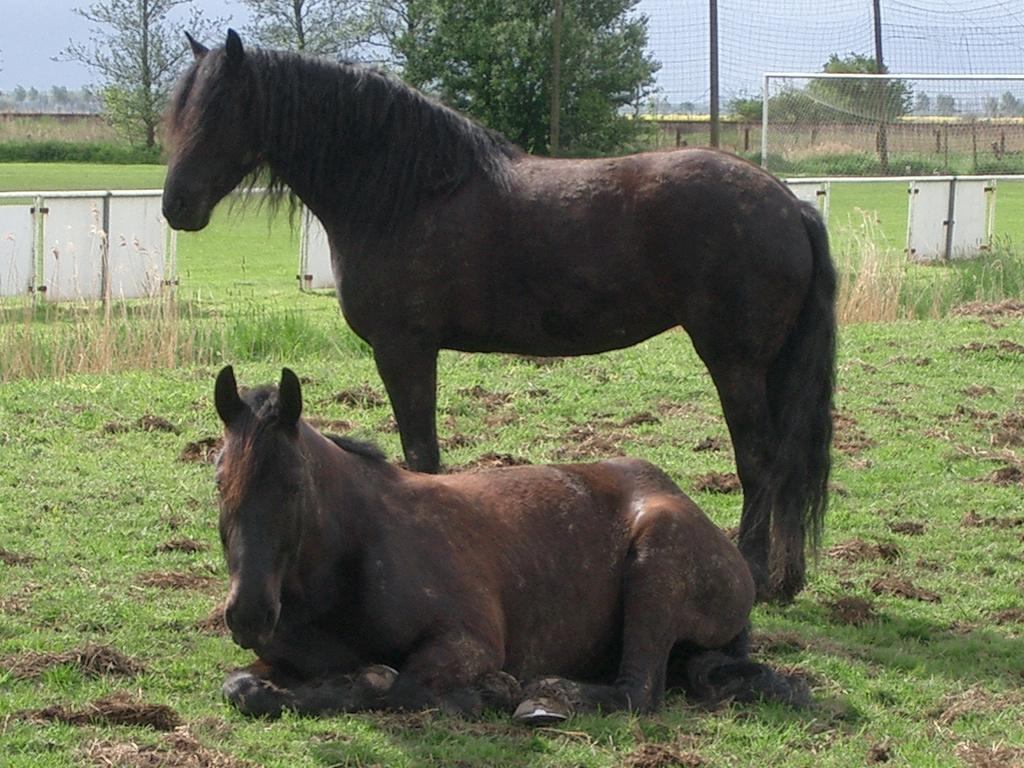
Haltung in der Herde

## Herde als natürlicher Lebensraum
Das Pferd ist ein Herdentier. Es lebt in Gruppen von 10 bis 15 Tieren. In der Gruppe herrscht eine natürliche Hierarchie, verbunden mit einem ausgeprägten Sozialverhalten. Im natürlichen Umfeld bewegt sich das Pferd bei der Nahrungsaufnahme 10 bis 18 Stunden täglich und legt dabei etwa 30 km zurück. Die Gruppenauslaufhaltung bildet den bestmöglichen Rahmen als Ersatz für diese natürliche Lebensweise.

## Anlage und Betrieb
Die Anlage für die Gruppenauslaufhaltung besteht aus Laufstall, befestigtem Auslauf und Weide. Die drei Bereiche bilden eine Einheit, die Pferde können sich einzeln, als Gruppe oder als ganze Herde zwischen diesen Bereichen frei bewegen und haben uneingeschränkten Kontakt zueinander. Für eine größere Anzahl von Pferden (20 bis 50) werden diese in mehrere Gruppen aufgeteilt und jede Gruppe bekommt einen eigenen Laufstall und Auslauf, die aber ebenfalls für alle Pferde in der Gruppe frei zugänglich sind und direkten Zugang zur gemeinsamen Weide haben.

### Laufstall
Der Laufstall ist ein überdachter und allseitig oder zumindest wetterseitig geschützter Schlafplatz für eine Pferdegruppe, in dem sich die Tiere frei bewegen können. Die Liegefläche ist mit Stroh, Sägemehl oder ähnlichen Materialien eingestreut. Die erforderliche Fläche beträgt etwa 10 bis 12 m² pro Pferd. Sie errechnet sich aus: 
Fläche = Anzahl Pferde * (2 * Widerristhöhe) ²
Stallhöhe = 1,5 * Widerristhöhe
Ein Laufstall hat immer mindestens zwei breite Türöffnungen, damit ein Pferd jederzeit flüchten kann, wenn es sich bedroht fühlt.

### Auslauf
Direkt an den Stall grenzt ein befestigter, manchmal teilweise überdachter Auslauf. Die erforderliche Fläche beträgt etwa das Doppelte der Liegefläche im Laufstall, mindestens aber 100 m². 

### Weide
Im Sommer verbringen die Pferde die meiste Zeit auf der großen Weide. 
Die erforderliche Weidefläche beträgt etwa 1/4 Hektar pro Pferd. Für die Produktion von Winterheu ist zusätzlich 1/4 Hektar erforderlich.
Damit das Gras nachwachsen kann, wird die Gesamtfläche in 4 bis 5 Teilflächen aufgeteilt, die in etwa 14 Tagen reihum abgeweidet werden.

### Fütterung
Im Auslauf steht den Pferden jederzeit Stroh (Rauhfutter) zur Verfügung. Zur individuellen Fütterung mit Heu und Kraftfutter dienen etwa 80–100 cm breite Futterstände, in die jeweils gerade ein Pferd passt. Wenn die Gruppe gut eingewöhnt ist, findet jedes Pferd seinen Futterplatz und respektiert die Plätze der anderen, auch ohne angebunden zu werden. Pferde mit stark unterschiedlichen Futterplänen können auf entsprechende Gruppen verteilt werden.

### Kranke Pferde
Kranke Pferde werden ggf. vorübergehend aus der Herde herausgenommen und in einem Integrations-Laufstall untergebracht, beispielsweise, wenn sie eine besondere Diät benötigen (kein Weidegang), oder verstauchte Beine schonen müssen. Sie haben dann den gleichen Kontakt zur Gruppe wie die Integrationspferde. Die Trennung ist nur vorübergehend und so kurz wie nötig.

## Integration neuer Pferde
Die sorgfältige Integration neuer Pferde dauert je nach Vorerfahrung der Pferde 2 bis 6 Wochen. Der beste Zeitpunkt ist das Frühjahr, da dann auch die Herde auf die Weide geführt wird.

### Gewöhnung an die Weide
Pferde, die nicht regelmäßig auf der Weide sind, müssen langsam an die Verdauung von Gras gewöhnt werden. Auch auf die freie Bewegung auf der Weide wird das Pferd vorbereitet, indem man es zuerst einzeln an der Hand auf der Weide führt und so grasen lässt.

### Gewöhnung an die Herde
Zuerst wird das Pferd alleine in einem abgeteilten Laufstall mit Auslauf, aber direkt angrenzend an den Gruppenauslauf der anderen Pferde in Riech- und Sichtkontakt gehalten. Die Umzäunung ist so gestaltet, dass über den Zaun hinweg oder durch diesen hindurch direkter Körperkontakt möglich ist, wobei sich das Integrationspferd aber jederzeit zurückziehen kann. So können sich die Pferde gegenseitig beschnuppern, und das neue Pferd kann selbst bestimmen, ob, mit wem und wie lange es dies zulassen, oder sich zurückziehen will.
Nach etwa zwei Wochen lässt man dann das neue Pferd zu der bestehenden Herde auf eine möglichst große Weide. Das Integrationspferd entscheidet selbst, ob es lieber auf die Weide geht oder noch im Integrations-Laufstall bleibt. Die Weide sollte so groß sein, dass das Integrationspferd immer genügend Platz zur Flucht hat, wenn es sich bedrängt fühlt. Auf der Weide erkämpft sich dann das neue Pferd auf natürliche Weise seinen Platz in der Herde, was auch kleine Biss-, Schürf- und Trittverletzungen beinhaltet. Sobald sich die neue Rangordnung stabilisiert hat, leben die Pferde friedlich und entspannt miteinander.

## Nachteil
Pferde mit großem Zusatzfutterbedarf oder besonderer Diät müssen für die Fütterungszeit aus der Gruppe isoliert werden. Für Show- und Hochleistungspferde wird aus Gründen der Sicherheit oft einer Boxenhaltung der Vorzug gegeben – gegenüber der Gruppenhaltung, bei der kleine Schrammen zum Pferdealltag dazugehören.